# Dicranophorus minutes
Dicranophorus minutes är en hjuldjursart som beskrevs av Myers 1937. Dicranophorus minutes ingår i släktet Dicranophorus och familjen Dicranophoridae. Arten är reproducerande i Sverige. Inga underarter finns listade i Catalogue of Life.